# ارين هولمز
ارين هولمز هو لاعب هوكي الجليد كندي، ولد في 18 فبراير 1957 في بيتون ‏ في كندا.

## وصلات خارجية
- ارين هولمز على موقع دوري الهوكي الوطني (الإنجليزية)
- ارين هولمز على موقع EliteProspects.com (الإنجليزية)
- ارين هولمز على موقع HockeyDB.com (الإنجليزية)
- ارين هولمز على موقع Hockey-Reference.com (الإنجليزية)